# すすきのホテル殺人事件
すすきのホテル殺人事件（すすきのほてるさつじんじけん）とは、2023年（令和5年）7月1日深夜に日本の北海道札幌市中央区南8条西5丁目（通称：すすきの）にあるホテルで発生した殺人および死体損壊事件である。

## 事件
2023年7月2日15時過ぎ、すすきのにあるホテルの202号室で宿泊客がチェックアウト時間を過ぎてもチェックアウトしないことを不審に思った従業員が部屋に立ち入ったところ、首が切断された状態でうずくまっている男性A（当時62歳）の遺体を発見。司法解剖の結果、死因は背後から首元を複数回刺されたことによる出血性ショックとされた。致命傷となった傷は肺にまで達しており、殺害後に首を切断されていた。現場から遺体の頭部や携帯電話などの所持品が持ち去られていたことから、当初はAの身元は不明だったが、その後の捜査で恵庭市在住の62歳の会社員男性であることが判明した。
Aは事件当日にホテル近くのクラブで行われていたイベントに1人で参加した後、つばが大きい帽子を被り黒のスーツケースを持った女Xと22時30分ごろに落ち合い、一緒にホテルにチェックインした。2人がチェックインした数時間後、Xはフロントに「これから1人出ます」と電話し、服装を着替えてホテルを出ていったため、捜査関係者はXの行方を追った。

## 被害者Aと被疑者Xの関係
殺害された男性Aと被疑者の女Xは事件前から面識があったとされ、女Xは男性Aから2023年5月下旬ごろに暴行を受けていたという。両者の間で何らかのトラブルがあり、それが動機になった可能性があると警察はみている。

## 逮捕・起訴
2023年7月24日、札幌市厚別区に住む女X（当時29歳）と、彼女の父親である男Y（当時59歳）の2人が殺人と死体遺棄などの容疑で逮捕され、持ち去られたAの頭部もX宅で見つかった。凶器に使用された刃物は勤務医だったYが準備したものだとされる。翌25日にはXの母親であり、Yの妻でもある女Z（当時60歳）も同容疑で逮捕された。その後3人は8月11日に殺人罪で再逮捕された。
事件翌日にXの家に持ち去られたAの頭部は、Xにより頭部から皮膚を剥ぎ取り、左右の眼球、舌および食道気管を摘出された。また、7月7日にXは、頭部から右眼球を摘出する場面をYにビデオ撮影させていたという。
同年8月28日、一家3人の精神状態を調べるための鑑定留置を始めた。CとDの弁護人は、2人は事件に関わっていないとして鑑定留置の取消を求める手続きを行ったが、9月13日までに最高裁判所は訴えを退けた。
2024年（令和6年）2月28日、札幌地検は3人の鑑定留置を終了したと発表した。 同年3月6日、札幌地検はXを殺人と死体損壊、死体領得、死体遺棄の罪、Yを殺人幇助などの罪、Zを死体損壊幇助と死体遺棄幇助の罪で起訴した。
2025年（令和7年）3月12日、札幌地裁はYについて殺人幇助などの成立は認めず、死体損壊幇助や死体遺棄幇助を有罪とし、懲役1年4月執行猶予4年（求刑懲役10年）を言い渡した。同年5月7日、札幌地裁はZに対し死体遺棄幇助と死体損壊幇助の罪で懲役1年2月執行猶予3年（求刑懲役1年6月）を言い渡した。